# José Sanz y Díaz
José Sanz y Díaz (Peralejos de las Truchas, 5 de agosto de 1907-Madrid, 24 de marzo de 1988) fue un escritor y periodista español.

## Biografía
Cursó el Bachillerato en el colegio de los Escolapios de Molina de Aragón, graduándose posteriormente en Periodismo en Madrid. Publicó más de mil artículos en España y varios países de América, además de unos cien libros y publicaciones de diversos temas en las editoriales más importantes. Obtuvo numerosos premios literarios.
Fue jefe superior de Administración del Ministerio de Información y Turismo. También ejerció de corresponsal de la Agencia Prensa Asociada en París. Fue miembro de la Real Academia de la Historia, la Real Academia de Bellas Artes, de Letras y Geografía en España y otros países.
Se publicaron varias antologías con sus narraciones y cuentos, siendo destacado como un escritor de temática variada (biografías, historia, novela, ensayo, etc.). Su prosa describe los paisajes de España y leyendas ancestrales que dan vida a los remotos personajes históricos de sus libros. Su estilo, sobrio a la vez que ágil, muestra su elevada cultura y conocimiento del idioma español.
De ideas carlistas, fue voluntario requeté durante la guerra civil española, combatiendo en el Tercio de Numancia. Se mostró favorable al cambio de nomenclatura de las calles dedicadas a personajes y fechas de significación liberal por parte del régimen franquista, glosando la Aportación carlista a la Cruzada en 1946.
Fue enterrado en el cementerio de su localidad natal, Peralejos de las Truchas, sobre el que escribió varios libros de historia y leyendas.

## Obras
| - Espigas de homo: gavilla de cuentos y leyendas (1935) - Zig-zag literario: de las armas y de las letras (1938) - Por las Rochas del Tajo: visión y andanzas de guerra (1938) - ¿Prisioneros?: novela (1938) - Cinco flechas y un corazón (1938) - El secreto del lago (1943) - Lira negra: selecciones españolas y afroamericanas (1945) - López de Legazpi: primer adelantado y conquistador de Filipinas (1950) - Apuntes para una bibliografía completa del antiguo Señorío de Molina, hoy partido judicial de la provincia de Guadalajara (1951) - Escritores asesinados por los rojos (1953) - Fray Junipero Serra, evangelista y fundador de la Alta California (1953) | - Pintores hispanoamericanos contemporáneos (1953) - Humo sin fuego (1953) - La Navidad en España (1953) - Generales carlistas (1954) - Poesía Mariana en América (1954?) - El Centenario de José Martí (1954) - Santo Tomás de Villanueva (1956) - Cisneros (1956) - Castillos (1959) - Navarra y sus reyes, Número 154 (1959) - Irala, fundador del Paraguay (1963) - Tirso de Molina (1964) - López de Legazpi: alcalde mayor de México, conquistador de Filipinas, Números 64-68 (1967) - Historia Verdadera Del Señorío de Molina (1982) |

## Premios literarios
- Cuentos (1937) con El Muro
- Premio Nacional de Literatura (1943)
- Virgen del Carmen (1944)
- Ejército (1946)
- África (1957)
- Premio de la Diputación de Guadalajara (1966)
- Premio de la Real y Pontificia Academia Bibliográfico-Mariana de Lérida (1972)